# 南品川
南品川（みなみしながわ）は、東京都品川区の地名。現行行政地名は南品川一丁目から南品川六丁目。住居表示実施済区域。
かつての品川宿（江戸時代）の南半分に相当する。

## 地理
品川区東部に位置する。北部は目黒川に接し、これを境に北品川に接する。東部は元なぎさ通りに接し、これを境に東品川に接する。南部は概ね東京都道420号鮫洲大山線に接し、東大井に接する。西部はJR線（東海道本線など）の線路に接し、これを境に広町に接する（いずれも地名は品川区）。町域内を南北に第一京浜が、南東部にはジュネーブ平和通り（第一京浜の交差点からは池上通りと名称が変わる）が通っており、五丁目内に仙台坂がある。また北東部にはゼームス坂通りがある。また東部の一丁目・二丁目・三丁目内には旧東海道が通っており、通り沿いは商店や寺院などかつての品川宿の名残を見ることができる。
町域内には京急本線の線路が第一京浜と並行して走っている。新馬場駅と青物横丁駅が置かれ、住宅地の他には寺院や商店、工場なども見られる。

### 地価
住宅地の地価は、2025年（令和7年）1月1日の公示地価によれば、南品川1-3-13の地点で74万6000円/m2、南品川4-15-1の地点で80万7000円/m2、南品川6-7-36の地点で86万1000円/m2となっている。

## 通り
- ジュネーブ平和通り - 第一京浜から青物横丁駅前を通り、品川シーサイドフォレストまでの720ｍの通り（南品川3丁目）。品川区と友好都市提携を結んだスイスのジュネーヴ市から、"Avenue de la Paix"(フランス語で「平和通り」)の標識が送られたことから地元住民の要望により名付けられた[6]。江戸時代に海外に流出後、行方不明となった品川寺の梵鐘が大正時代にジュネーブのアリアナ美術館で発見されて返還され、品川区から新しい梵鐘を贈ったことにより友好都市となった[7]。
- ゼームス坂通り - JR大井町駅から第一京浜（国道15号線）に出る道にある長さ約400メートル、最大勾配約3.5%の坂道（南品川5・6丁目）。元は浅間坂（せんげんざか）と呼ばれる急坂だったが、英国人のJ.M.ゼームス (J.M.James, 1839～1908) が私財により緩やかな坂にしたことから名付けられた。ゼームスは幕末の慶応2年（1865年）にジャーディン・マセソン商会の長崎支社の社員として来日し、明治5年（1872年）に海軍省の嘱託になり、測量調査や航海術を指導した。生前から仏教に帰依し、山梨県身延町の久遠寺に眠る[8]。

## 歴史
江戸時代の品川宿（現在の青物横丁駅付近）には非人頭松右衛門に支配された非人系部落があったが、第一京浜国道の建設に伴って南品川のゼームス坂下に移転した。世帯数は約2000であった。

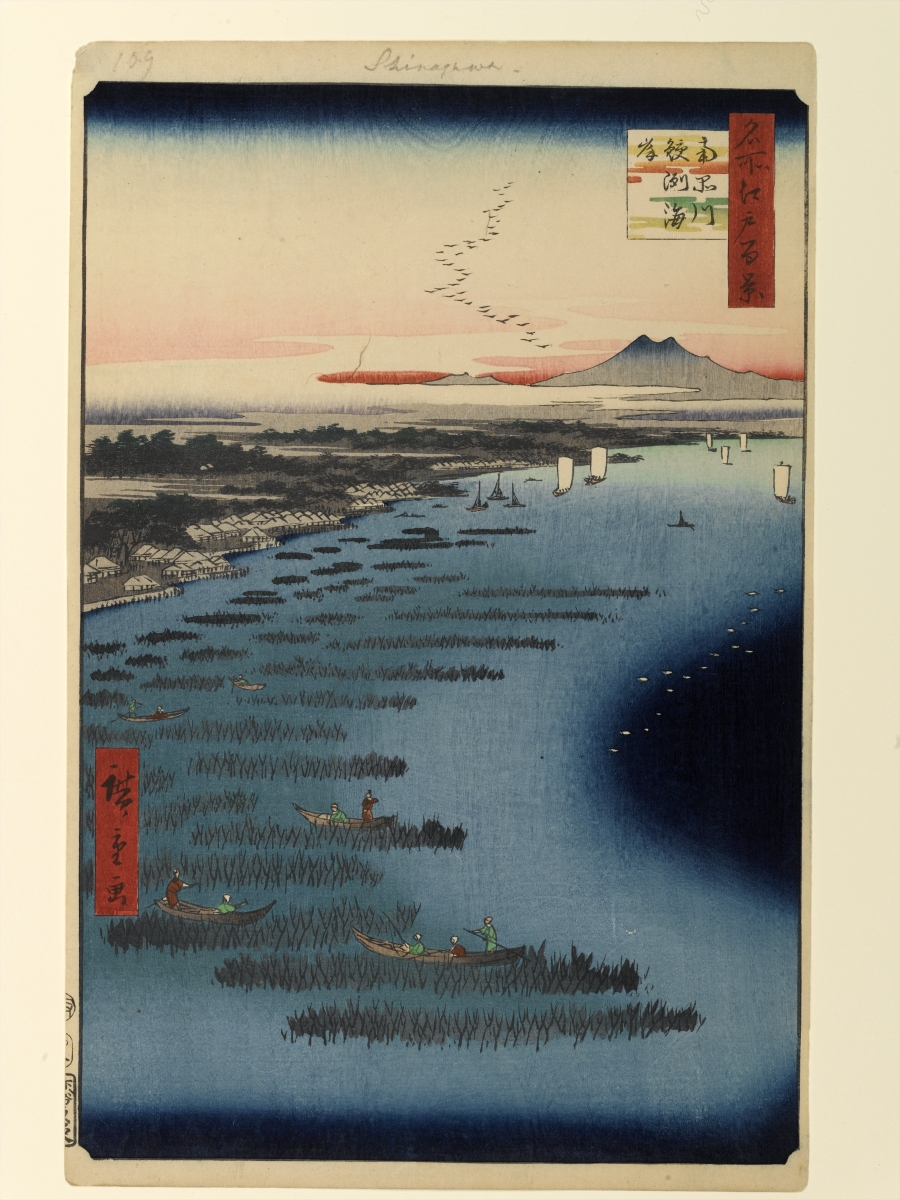
歌川広重

## 世帯数と人口
2023年（令和5年）1月1日現在（東京都発表）の世帯数と人口は以下の通りである。
| 丁目         | 世帯数     | 人口     |
| ------------ | ---------- | -------- |
| 南品川一丁目 | 871世帯    | 1,578人  |
| 南品川二丁目 | 1,320世帯  | 2,111人  |
| 南品川三丁目 | 1,112世帯  | 2,101人  |
| 南品川四丁目 | 2,564世帯  | 4,320人  |
| 南品川五丁目 | 3,355世帯  | 6,169人  |
| 南品川六丁目 | 2,073世帯  | 3,067人  |
| 計           | 11,295世帯 | 19,346人 |

### 人口の変遷
国勢調査による人口の推移。
| 年                 | 人口   |
| ------------------ | ------ |
| 1995年（平成7年）  | 15,766 |
| 2000年（平成12年） | 15,605 |
| 2005年（平成17年） | 15,492 |
| 2010年（平成22年） | 16,803 |
| 2015年（平成27年） | 18,812 |
| 2020年（令和2年）  | 20,387 |

### 世帯数の変遷
国勢調査による世帯数の推移。
| 年                 | 世帯数 |
| ------------------ | ------ |
| 1995年（平成7年）  | 7,703  |
| 2000年（平成12年） | 7,935  |
| 2005年（平成17年） | 8,247  |
| 2010年（平成22年） | 9,444  |
| 2015年（平成27年） | 10,644 |
| 2020年（令和2年）  | 11,918 |

## 学区
区立小・中学校に通う場合、学区は以下の通りとなる（2020年4月時点）。
| 丁目         | 番地     | 小学校                 | 中学校（2019年度入転学） | 中学校（2020年度入転学） |
| ------------ | -------- | ---------------------- | ------------------------ | ------------------------ |
| 南品川一丁目 | 全域     | 品川区立城南第二小学校 | 品川区立東海中学校       | 品川区立東海中学校       |
| 南品川二丁目 | 全域     | 品川区立城南小学校     | 品川区立東海中学校       | 品川区立東海中学校       |
| 南品川三丁目 | 全域     | 品川区立城南小学校     | 品川区立東海中学校       | 品川区立東海中学校       |
| 南品川四丁目 | 全域     | 品川区立品川学園       | 品川区立品川学園         | 品川区立品川学園         |
| 南品川五丁目 | 13〜16番 | 品川区立立会小学校     | 品川区立東海中学校       | 品川区立浜川中学校       |
| 南品川五丁目 | その他   | 品川区立浅間台小学校   | 品川区立東海中学校       | 品川区立東海中学校       |
| 南品川六丁目 | 全域     | 品川区立浅間台小学校   | 品川区立品川学園         | 品川区立東海中学校       |

## 交通
南品川における鉄道駅として、北東部の一丁目北端に京急本線新馬場駅の南口がある（北口は隣の北品川）。南東部の三丁目には隣の青物横丁駅がある。また、北東方向の天王洲アイル駅、南西方向にある大井町駅の利用も多い。他に、大井町駅からのバス路線の利用もある。

## 事業所
2021年（令和3年）現在の経済センサス調査による事業所数と従業員数は以下の通りである。
| 丁目         | 事業所数  | 従業員数 |
| ------------ | --------- | -------- |
| 南品川一丁目 | 95事業所  | 692人    |
| 南品川二丁目 | 276事業所 | 3,313人  |
| 南品川三丁目 | 146事業所 | 1,346人  |
| 南品川四丁目 | 152事業所 | 1,500人  |
| 南品川五丁目 | 124事業所 | 1,671人  |
| 南品川六丁目 | 108事業所 | 1,177人  |
| 計           | 901事業所 | 9,699人  |

### 事業者数の変遷
経済センサスによる事業所数の推移。
| 年                 | 事業者数 |
| ------------------ | -------- |
| 2016年（平成28年） | 866      |
| 2021年（令和3年）  | 901      |

### 従業員数の変遷
経済センサスによる従業員数の推移。
| 年                 | 従業員数 |
| ------------------ | -------- |
| 2016年（平成28年） | 9,869    |
| 2021年（令和3年）  | 9,699    |

## 施設
- 品川区立城南小学校
- 品川区立浅間台小学校
- 東京都立品川特別支援学校
- 品川エトワール女子高等学校
- 日本ペイント
- 三和テッキ
- 扶桑電機工業
- 東洋紙業
- 海徳寺
- 妙蓮寺
- 本覚寺
- 蓮長寺
- 本栄寺
- 常行寺
- 願行寺
- 天妙国寺
- 真了寺
- 海雲寺
- 品川寺（）
- 海晏寺
- 海蔵寺
- 天龍禅寺
- 大龍寺
- 本光寺
- 清光院

## ゆかりのある人物

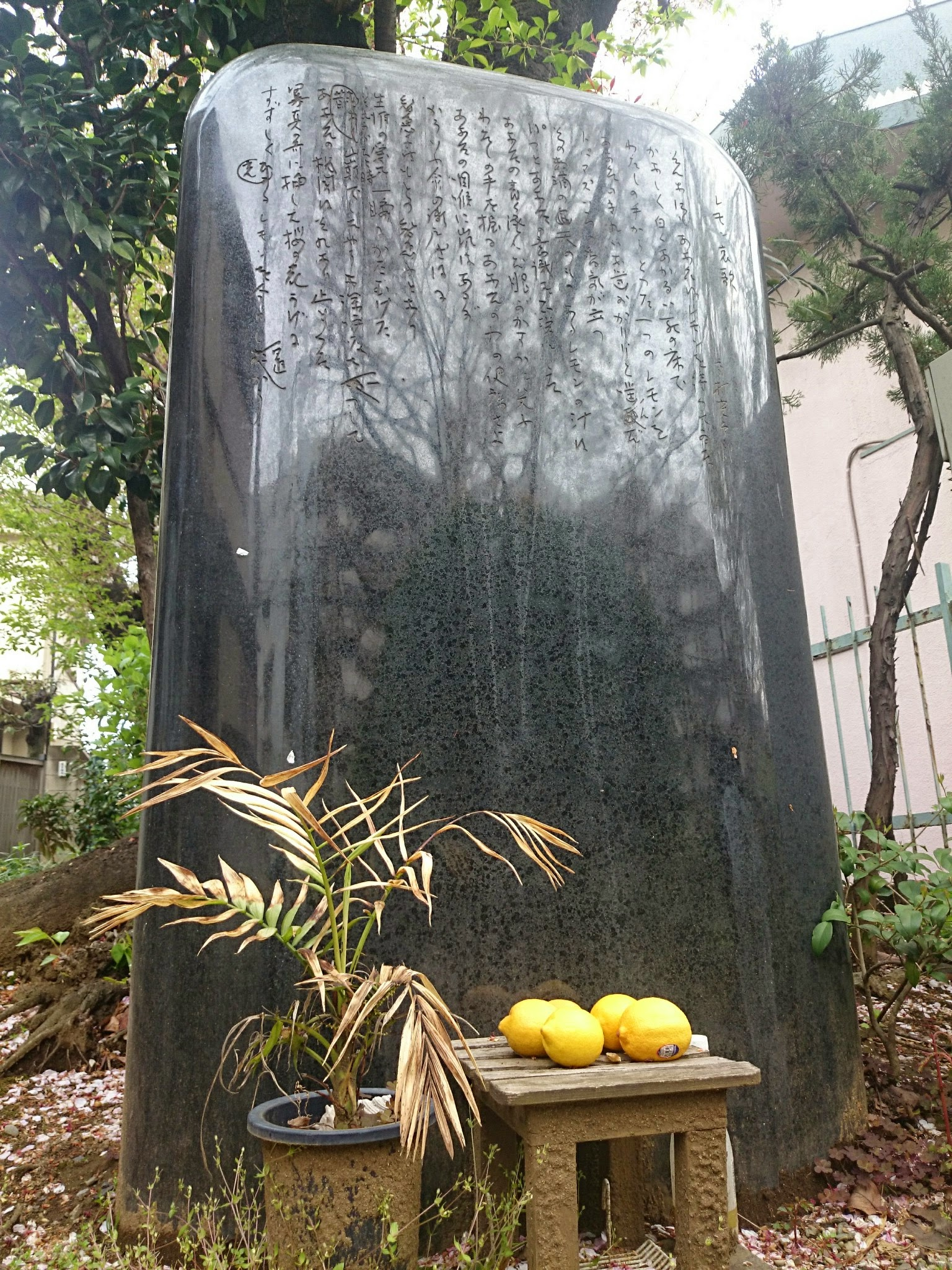
高村智恵子終焉の地「レモン哀歌の碑」（南品川六丁目7番）

- 諫早不二雄[19]（男爵）
- 高村智恵子

## その他

### 日本郵便
- 郵便番号 : 140-0004[3]（集配局 : 品川郵便局[20]）。